# MacDonnell
MacDonnell är en region i Australien. Den ligger i territoriet Northern Territory, omkring 1 400 kilometer söder om territoriets huvudstad Darwin. Antalet invånare var 6 029 vid folkräkningen 2016.
Följande samhällen finns i MacDonnell:
- Hermannsburg
- Kintore
- Kaltukatjara
- Papunya